# Werner Tammen
Werner Tammen (* 1953 in Wilhelmshaven) ist ein deutscher Galerist und Mitbegründer des Landesverbandes Berliner Galerien.

## Leben
Werner Tammen ist Sohn eines Maurermeisters. Der gelernte Verlagskaufmann zog 1973 nach Berlin, um dem Wehrdienst zu entgehen. Dort studierte er auf dem zweiten Bildungsweg Pädagogik.

## Galerietätigkeit
1979 gründete er mit Bernd Busch die Galerie am Chamissoplatz, die zu Beginn auf Karikatur spezialisiert war. Es folgten Ausstellungen mit Manfred Deix, mit Brösel sowie die erste Ausstellung Gerhard Haderers in Deutschland. Das Lehramtsstudium gab er auf, um sich ganz auf die Galerie zu konzentrieren. Dort initiierte er unmittelbar nach dem Mauerfall eine Ausstellung mit Zeichnern aus Ost- und Westdeutschland.
1983 zeigte er neun Malereien des fiktiven französischen Künstlers Blaise Vincent, die von Ernst Volland gemalt waren. Auch nach der Aufdeckung des Fakes, der überregional Aufregung erregte, befindet sich weiterhin eine der Arbeiten in der Sammlung der Nationalgalerie (Berlin), die diese zuvor als Schenkung angenommen hatte.
1990 zog die Galerie um, erweiterte das Profil um zeitgenössische Kunst und bekam den Namen Tammen & Busch. Seit 2010 befindet sich die Galerie unter dem Namen Galerie Tammen unweit des Checkpoint Charlie. Zu den von ihm vertretenen Künstlern zählen unter anderem Marion Eichmann, Moritz Götze, Werner Schmidt, Gabi Streile und Trak Wendisch.

## Engagement
Im Jahr 1995 war Tammen an der Gründung des Landesverbandes Berliner Galerien beteiligt, dessen Vorsitzender er ist.
2008 initiierte er mit Frank-Walter Steinmeier das Aartist-in-Residence-Programm, dessen Neuauflage seit 2013 Künstler mit Galerievertretung in Berlin für einen je drei-monatigen, dotierten, Arbeitsaufenthalt in das Auswärtige Amt lädt.
In der Coronakrise handelte er, gemeinsam mit Esther Schipper, Monika Sprüth, Jochen Meyer von Meyer Riegger und Thomas Schulte, mit Kulturstaatsministerin Monika Grütters eine Förderung für die deutsche Galerienbranche in Höhe von 16 Millionen Euro aus. Daneben ist er als Beirat der Art Karlsruhe tätig.

## Auszeichnung
- 3. April 2024: Verdienstorden der Bundesrepublik Deutschland, Verdienstkreuz am Bande.[10]